# Kienberg (Landkreis Gotha)
Der Kienberg ist ein 720 m hoher Berg am Nordrand des Thüringer Waldes, der sich zwischen den thüringischen Gemeinde Luisenthal und der Stadt Ohrdruf im Landkreis Gotha erhebt. Der Kienberg ist ein altes Bergbaugebiet, zahlreiche Sagen belegen die Suche nach Silber- und Kupfererz.
Der Berg wurde bereits im Mittelalter forstwirtschaftlich genutzt, hierzu entstanden neben Kohlenmeilern an den Hängen des Berges auch Teeröfen. 
Die Wiederaufforstung der durch Kahlschlag-Bewirtschaftung genutzten Wälder ist wegen der Steilhanglagen mühsam. 

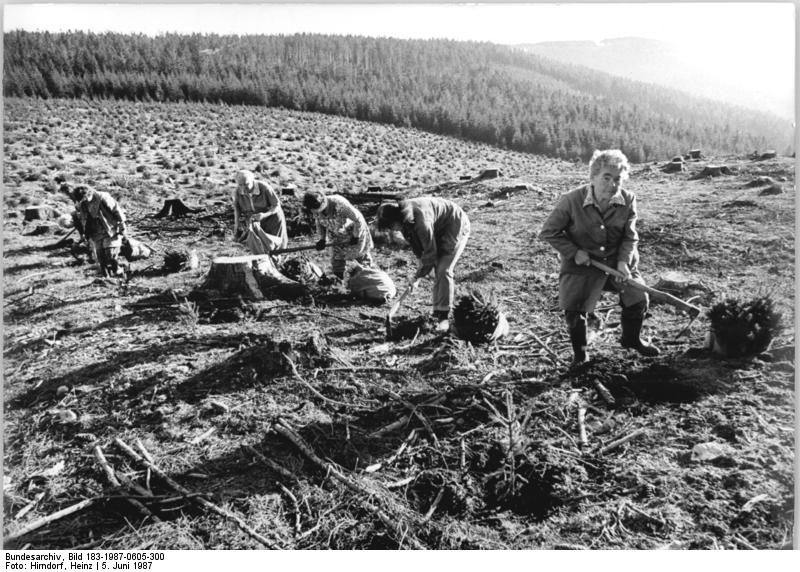
Wiederaufforstung 1987